# VM i rugby
Verdensmesterskabet i rugby (Rugby World Cup) er den vigtigste turnering i international rugby. Mesterskabet arrangeres af International Rugby Board (IRB), og bliver afholdt hver fjerde år. Den første slutrunde blev afholdt i 1987, hvor Australien og New Zealand delte værstskabet. Vinderen af turneringen modtager William Webb Ellis Trofæet, der er opkaldt efter opfinderen af sporten. Turneringen er den tredje største idrætsbegivenhed i verden.
Sydafrika er forsvarende verdensmestre efter de vandt turneringen i 2019.

## Resultater
| År   | Vært                                   | Finale      | Finale             | Finale      | Bronzekamp  | Bronzekamp | Bronzekamp  |  |
| År   | Vært                                   | Vinder      | Score              | 2. plads    | 3. plads    | Score      | 4. plads    |  |
| 1987 | Australien New Zealand                 | New Zealand | 29–9               | Frankrig    | Wales       | 22–21      | Australien  |  |
| 1991 | England Frankrig Irland Skotland Wales | Australien  | 12–6               | England     | New Zealand | 13–6       | Skotland    |  |
| 1995 | Sydafrika                              | Sydafrika   | 15–12 (ekstra tid) | New Zealand | Frankrig    | 19–9       | England     |  |
| 1999 | Wales                                  | Australien  | 35–12              | Frankrig    | Sydafrika   | 22–18      | New Zealand |  |
| 2003 | Australien                             | England     | 20–17 (ekstra tid) | Australien  | New Zealand | 40–13      | Frankrig    |  |
| 2007 | Frankrig                               | Sydafrika   | 15–6               | England     | Argentina   | 34–10      | Frankrig    |  |
| 2011 | New Zealand                            | New Zealand | 8-7                | Frankrig    | Australien  | 21–18      | Wales       |  |
| 2015 | England                                | New Zealand | 34–17              | Australien  | Sydafrika   | 24–13      | Argentina   |  |
| 2019 | Japan                                  | Sydafrika   | 32-12              | England     | New Zealand | 40-17      | Wales       |  |
| 2023 | Frankrig                               |             |                    |             |             |            |             |  |

## Ekstern henvisning
- Wikimedia Commons har flere filer relateret til VM i rugby
- VM i rugby officiel hjemmeside
- World Rugby officiel hjemmeside

| Rugby | Spire Denne artikel om rugby er en spire som bør udbygges. Du er velkommen til at hjælpe Wikipedia ved at udvide den. |